# Jesús Galván Carrillo
Jesús Galván Carrillo, även känd som Galván, född 4 oktober 1974 i Sevilla i Spanien, är en spansk före detta fotbollsspelare.

## Meriter
- Segunda División: 2006 (Recreativo Huelva)